# Scottish Labour Party
Scottish Labour Party (skotsk gælisk: Pàrtaidh Làbarach na h-Alba) er et socialdemokratisk politisk parti i Skotland som er en del af det britiske Labour. Partiet blev grundlagt i år 1900.
Partiet er repræsenteret i Det britiske underhus og i Skotlands parlament. Partiet har tidligere været repræsenteret i Europa-parlamentet.
Ved valget til det britiske underhus i 2019 fik partiet 2 ud af de 59 skotske pladser. Ved valget til det skotske parlament i 2021 fik partiet 22 af i alt 129 repræsentanter.
Partiet har længe domineret skotsk politik, og har fået flest stemmer i alle valg siden 1960'erne, og alle valg til Europa-parlamentet siden 1979, frem til partiet blev slået af Scottish National Party (SNP) i Europa-parlamentsvalget i Storbritannien 2009 og i de to første valg til Skotlands parlament i 1999 og 2003. Ved begge disse valg gik partiet i koalition med Scottish Liberal Democrats, og kunne derved danne en flertalsregering. Ved valget i 2007 kom partiet bag SNP, som dannede en mindretalsregering. Scottish Labour Party gik yderligere tilbage ved valget i 2011, og SNP kunne denne gang en danne flertalsregering. 

## Partiledere siden 1906
| - Keir Hardie, 1906–08 - Arthur Henderson, 1908–10 - George Nicoll Barnes, 1910–11 - Ramsay MacDonald, 1911–14 - Arthur Henderson, 1914–17 - William Adamson, 1917–21 - John Robert Clynes, 1921–22 - Ramsay MacDonald, 1922–31 - Arthur Henderson, 1931–32 - George Lansbury, 1932–35 - Clement Attlee, 1935–55 | - Hugh Gaitskell, 1955–63 - George Brown, 1963 (fungerende) - Harold Wilson, 1963–76 - James Callaghan, 1976–80 - Michael Foot, 1980–83 - Neil Kinnock, 1983–92 - John Smith, 1992–94 - Margaret Beckett, 1994 (fungerende) - Tony Blair, 1994–2007 - Gordon Brown, 2007–2010 - Harriet Harman, 2010 (fungerende) | - Ed Miliband, 2010–2015 - Harriet Harman, 2015 (fungerende) - Jeremy Corbyn, 2015— |